# Sphenomorphus kitangladensis
Sphenomorphus kitangladensis är en ödleart som beskrevs av  Brown 1995. Sphenomorphus kitangladensis ingår i släktet Sphenomorphus och familjen skinkar. IUCN kategoriserar arten globalt som livskraftig. Inga underarter finns listade i Catalogue of Life.